# باربرا فيدمان
باربرا فيدمان (بالإنجليزية: Barbara Wiedemann)‏ (30 أكتوبر 1945 في الولايات المتحدة)؛ كاتِبة وشاعرة أمريكية. درست في جامعة جنوب فلوريدا.